# Molí del Castell (l'Estany)
El Molí del Castell és un antic molí del terme municipal de l'Estany, a la comarca del Moianès, protegit com a bé cultural d'interès local.
Està situada en el sector central del terme, al nord del nucli urbà de l'Estany. És a la vall de la Riera de l'Estany, un cop aquesta riera ha baixat de la plataforma on es troba el poble. És a la dreta de la riera, al sud-est del Pont del Molí i de la Font del Molí, i al nord de la Font de Sant Antoni, a llevant del paratge de les Fonts.

## Descripció
Del molí fariner del mas del Castell se'n conserva el cos inferior, possiblement el carcavà, format per murs i una volta de canó de paredat originari, amb restes d'una escala d'accés o d'un canal de comunicació amb el nivell superior, i una petita finestra al mur de llevant. Al seu costat oest, a una cota lleugerament superior, es conserven els murs de contenció de la bassa del molí d'una àmplia superfície, que actualment continua aprofitant-se com a bassa, aparentment pel rec dels camps de conreu propers.

El Molí del Castell, respecte del terme de l'Estany

El cos edificat del molí es troba en desús, mentre que la bassa s'empra pel rec dels camps de conreu. L'entorn està colgat per la vegetació i construcció parcialment enderrocada, especialment en el seu cos superior.
Es recomana una neteja preventiva per identificar possibles riscos, i afavorir la seva conservació.

## Notícies històriques
Tot i que no s'han localitzat referències documentals precises sobre l'antiguitat d'aquest molí, es coneix la seva existència ja al segle xix. El molí formava part de la gran finca del mas Castell de dat de la serra del Castell, a mestral.
Una de les basses actuals de l'entorn correspon al mas i es feia servir per acumular aigua pel molí. Al segle xix, es conreaven cereals en bona part de les terres de la finca del mas Castell, que es transformaven en farina una vegada molturats al molí.
Davant la font del molí de Castell, situada ben a prop, es conserva una mola de pedra del molí aprofitada com a taula.